# Provincia Las Palmas
Provincia Las Palmas este o provincie în Insulele Canare, sudul Spaniei. Capitala este Las Palmas de Gran Canaria.

Diviziunile Provinciei Las Palmas